# Herbert II van Maine
Herbert II van Maine (overleden op 9 maart 1062) was van 1051 tot aan zijn dood graaf van Maine. Hij behoorde tot het huis der Hugoniden.

## Levensloop
Herbert II was de zoon en erfgenaam van graaf Hugo IV van Maine uit diens huwelijk met Bertha van Blois, dochter van graaf Odo II van Blois.
Bij het overlijden van zijn vader in 1051 was hij nog minderjarig. Zijn leenheer graaf Godfried II van Anjou trad op als zijn regent. Godfried II, de daadwerkelijke graaf van Maine, gebruikte dit als excuus om zijn heerschappij over dit graafschap te legitimeren. Herberts moeder liet dit niet gebeuren, vluchtte samen met kinderen weg uit Le Mans en vestigde zich aan het hof van de Normandische hertog Willem de Veroveraar, die zich uitriep tot de beschermheer van Herbert. In 1056 erkende Herbert Willem de Veroveraar formeel als leenheer van Maine en zorgde de graaf ervoor dat zijn zus Margaretha verloofd werd met Willems zoon Robert Curthose.
In maart 1062 overleed Herbert, waardoor het huis der Hugoniden in de mannelijke lijn uitstierf. Na zijn dood streden de Angevijnen en de Normandiërs om de macht in Maine. Dit conflict sleepte twee generaties aan, tot er met Godfried V van Anjou in 1126 een nieuwe vaste dynastie aantrad.